# Đại Vũ Thần Vương
Đại Vũ Thần Vương (4-44, trị vì 18-44)đọc là Muhyul, là vị vua thứ ba của Cao Câu Ly - một trong ba quốc gia của thời kỳ Tam Quốc Triều Tiên. Vua Thần Vương trong thời gian trị vì đã mở rộng lãnh thổ của Cao Câu Ly, tiêu diệt các nước và các bộ lạc nhỏ, đồng thời cũng là người đã tiêu diệt nước Đông Phù Dư.

## Bối cảnh
Tên của ông là Giải Vô Tuất (解無恤, 해무휼, Hae Muhyul), người con thứ ba của Lưu Ly Vương và là cháu trai của Đông Minh Vương Cao Chu Mông.
Năm 13, vua Đái Tố của Đông Phù Dư lại dẫn dắt quân đội xâm nhập Cao Câu Ly một lần nữa. Thời gian này, Giải Vô Tuất (10 tuổi) đã dẫn dắt quân đội của Cao Câu Ly lập kế hoạch kỹ sau đó phục kích và tàn sát tất cả quân đội của vua Đái Tố. Chỉ có Đái Tố và số ít những binh lính của ông ấy thoát khỏi về nhà. Với hai sự thất bại này, kinh tế của Đông Phù Dư rơi và sự hỗn loạn tất yếu.
Vào năm 14, Giải Vô Tuất được phong làm Thế tử lúc mới 11 tuổi, đến 4 năm sau kế vị ngai vàng khi vua Lưu Ly băng hà.

## Trị vì
Khi lên ngôi vào năm 18, Giải Vô Tuất củng cố chính quyền trung tâm Cao Câu Ly và ra sức bành trướng lãnh thổ. Ông đã dẫn quân đội đi xâm chiếm Đông Phù Dư, từ từ thôn tín dân tộc này. Đến tháng 2 âm lịch năm 22, gần chín năm sau cuộc chiến năm 13, vua Đái Tố của Đông Phù Dư đã thất bại hoàn toàn và bị giết, hưởng thọ 95 tuổi. Đông Phù Dư bị diệt vong, lãnh thổ của nó bị sáp nhập vào Cao Câu Ly.
Tàn dư của Đông Phù Dư di chuyển đến sông Galsa (Hạt Tư), thành lập quốc gia Hạt Tư Phù Dư (Galsa Buyeo) và có quan hệ tốt với Cao Câu Ly. Vua của Hạt Tư Phù Dư gả cháu nội là công chúa Giải thị cho Giải Vô Tuất. Người ta nói rằng công chúa Giải thị này rất xinh đẹp, khiến cho Giải Vô Tuất vừa nhìn thấy đã yêu mến nên ông đã phong cho cô thành Thứ phi Giải thị (次妃 解氏). Thứ phi Giải thị đã sinh cho ông hoàng tử Hồ Đồng ("Hồ Đồng" nghĩa là bé trai có gương mặt đẹp). Giải Vô Tuất rất yêu thương hoàng tử Hồ Đồng này.
Sau đó, ông còn tiêu diệt 2 nước là Gaema-guk (?) và Guda-guk vào năm 26. Đó là 2 nước nhỏ nằm ven dòng sông Áp Lục.
Vua Hán Quang Vũ Đế vừa lên ngôi vua ở Trung Quốc, tái lập nhà Hán thì phái quân đánh Cao Câu Ly vào năm 28. Vô Tuất nhanh chóng chỉ huy quân đội đánh đuổi quân Hán ra khỏi đất nước của mình.
Sau khi đánh đuổi quân Hán ra khỏi lãnh thổ Cao Câu Ly vào năm 28, ông sai con là hoàng tử Hồ Đồng (khi đó còn nhỏ tuổi) dẫn quân đi đánh Lạc Lãng (một quốc gia khá rộng lớn đang thần phục nhà Hán thuộc Tây Bắc Triều Tiên nay, ở phía nam của Cao Câu Ly) vào năm 32. Đến năm 37, quân Cao Câu Ly của Hồ Đồng đã chiếm được Lạc Lãng. Trong "Tam quốc sử ký" đã kể lại câu chuyện truyền thuyết về vương tử Hồ Đồng và nàng công chúa của Lạc Lãng, mà trong đó, nàng công chúa ấy đã mở cổng thành, giúp quân Cao Câu Ly nhanh chóng hạ thành, chiếm lấy miền đất này. Nhưng đến năm 44, Hán Quang Vũ Đế phái quân Đông Hán đánh chiếm Lạc Lãng từ Cao Câu Ly. Hán Quang Vũ Đế tuyên bố Lạc Lãng trở lại thành quận Lạc Lãng như thời Hán tứ quận.
Cùng năm 44, Đại Vũ Thần Vương Giải Vô Tuất qua đời, thọ 40 tuổi. Do hoàng tử Hồ Đồng của ông đã mất từ trước. Còn hoàng tử Giải Ưu (Hae U) của ông tuy đã được ông phong làm thái tử nhưng tuổi còn quả nhỏ. Do đó em út của ông (con trai thứ 5 của Lưu Ly Minh Vương) đã lên kế vị ngôi vua Cao Câu Ly, sử gọi là Mẫn Trung Vương.

## Danh hiệu
Sau khi mất, Vô Tuất được truy thụy hiệu là Đại Vũ Thần Vương, nghĩa là "vị vua có tài quân sự tài giỏi và lớn lao". Như với hầu hết các vị vua của Cao Câu Ly, rất ít chi tiết về vua Muhyul được ghi lại trong một số nguồn tin Triều Tiên cổ đại, như Tam quốc sử ký. Một số nhà sử học đã suy ra rằng việc ban tặng danh hiệu như vậy có nghĩa rằng ông đã dẫn dắt Cao Câu Ly thông qua nhiều thành tựu quân sự nổi bật.
Có thể nói trong lịch sử Cao Câu Ly nói riêng và lịch sử Triều Tiên nói chung, Đại Vũ Thần Vương nổi bật trong lịch sử với tư cách là một vị vua có tài quân sự, dũng cảm, đã mang lại cho Cao Câu Ly một lãnh thổ rộng lớn hơn. Riêng đối với nước Đông Phù Dư là một nước mạnh hơn nước của mình, mà ông có thể chỉ huy quân đội tiêu diệt được nước này, điều đó cho thấy ông giỏi về chiến lược và chiến đấu như thế nào.

## Mô tả thời hiện đại
- Trong thời gian gần đây, Daemusin (Đại Vũ Thần Vương) phục vụ như là một mô hình cho Manhwa và video game Nexus: The Kingdom of the Winds.
- Phim truyền hình lịch sử Hàn Quốc, Vương quốc của gió - The Kingdom of The Winds hay Truyền thuyết Jumong phần 2, bắt đầu phát sóng từ ngày 10 tháng 9 năm 2008 đến ngày 15 tháng 1 năm 2009, đã dựa trên bộ truyện tranh đề cập ở trên và mô tả Muhyul (Giải Vô Tuất), một hoàng tử của Cao Câu Ly, người được sinh ra với lời tiên tri rằng ông sẽ tiêu diệt Đông Phù Dư.
- Phim truyền hình lịch sử Hàn Quốc, Công chúa Ja-myung, bắt đầu phát sóng từ ngày 9 tháng 3 năm 2009 đến ngày 21 tháng 7 năm 2009, đề cập đến sự kiện hoàng tử Hồ Đồng quyến rũ công chúa của Lạc Lãng và giúp vua Muhyul (Giải Vô Tuất) của Cao Câu Ly đánh chiếm Lạc Lãng.